# Mazomanie (Wisconsin)
Mazomanie – miasto w Stanach Zjednoczonych, w stanie Wisconsin, w hrabstwie Dane.